# Megadrepana brunneata
Megadrepana brunneata là một loài bướm đêm trong họ Geometridae.